# Шапиро, Роберт
Роберт Шапиро (англ.  Robert Shapiro) (28 ноября 1935 — 15 июня 2011) — американский химик, заслуженный профессор химии Университета Нью-Йорка. Специалист в области биохимии ДНК и вопросах происхождения жизни.

## Биография
Роберт Шапиро родился в Нью-Йорке в 1935 году, был почетным профессором химии Нью-Йоркского университета. Получил степень бакалавра по химии, диплом с отличием (1956) в городском колледже Нью-Йорка, степень доктора философии в области органической химии в Гарварде, под руководством лауреата Нобелевской премии Р. Вудворда (1959), прошёл докторантуру по химии ДНК в Кембридже под руководством Нобелевского лауреата Л. Тодда (1959—1960). После дополнительного года постдокторского обучения в медицинской школе Нью-Йоркского университета, поступил на факультет химии Нью-Йоркского университета (1961). Является автором или соавтором более 125 публикаций и 4 монографий, главным образом в области химии ДНК и происхождении жизни.
Шапиро умер 15 июня 2011 года от рака. Он оставил после себя жену Сандру и сына Майкла.

## Происхождение жизни
Известен своими работами по происхождению жизни, среди которых наиболее известны — Origins, a Skeptic’s Guide to the Creation of Life on Earth (1986) и Planetary Dreams (2001). Является оппонентом гипотезы мира РНК, утверждая, что спонтанное возникновение молекул такой сложности, как РНК, является очень маловероятным. Вместо этого Р. Шапиро предлагает гипотезу, согласно которой жизнь возникла из некой самоподдерживающейся реакции простых молекул: «сначала метаболизм» вместо «сначала РНК». Эта реакция способна к воспроизведению себя и эволюции, что, в конечном итоге, должно привести к появлению РНК. Р. Шапиро утверждает, что в таком случае жизнь является нормальным следствием законов природы и потенциально жизнь может быть широко распространена во вселенной.

## Критикаэксперимента Миллера — Юри
Р. Шапиро указал, что аминокислоты, синтезированные Миллером и Юри, значительно менее сложные молекулы, чем нуклеотиды. Самая простая из тех 20 аминокислот, что входят в состав природных белков, имеет всего два углеродных атома, а 17 аминокислот из того же набора — шесть и более. Аминокислоты и другие молекулы, синтезированные Миллером и Юри, содержали не более трех атомов углерода. А нуклеотиды в процессе подобных экспериментов вообще никогда не образовывались.